# Jean-Michel de Lépinay
Pour les articles homonymes, voir Lépinay.
Jean-Michel de Lépinay (né vers 1665 à Fougères et mort le 3 janvier 1721 à Fort-Royal) est un officier français, gouverneur de la Louisiane française au XVIIIe siècle. 

## Biographie
Jean-Michel de Lépinay fut un officier de la Marine royale française et servit plus de vingt ans au Canada.
C'est Antoine Crozat, riche propriétaire privé et administrateur de la colonie louisianaise de 1712 à 1717 sous les ordres du gouverneur Jean-Baptiste Le Moyne de Bienville, qui fait nommer Lépinay gouverneur de la Louisiane française pour succéder à Bienville.
Jean-Michel de Lépinay débarque, en 1717, à La Mobile avec des colons et trois compagnies d'infanterie. Mais bientôt Lépinay se trouve en désaccord avec son prédécesseur Jean-Baptiste Le Moyne de Bienville sur la politique à suivre dans la colonie. À défaut de trouver un terrain d'entente entre l'administration coloniale et ses deux principaux représentants, Le Moyne de Bienville et Antoine de Lamothe-Cadillac, Jean-Michel de Lépinay est finalement remplacé au bout d'un an, par son prédécesseur Le Moyne de Bienville.